# Palazzo Bortolan
Palazzo Bortolan, anche noto come palazzo dell'Umanesimo Latino, è un palazzo situato nel centro storico di Treviso, in riviera Garibaldi, sede di molteplici attività culturali.

## Storia
L'originario palazzo cinquecentesco venne radicalmente ristrutturato tra il 1807 e il 1823, in stile neoclassico, dopo che nel 1806 fu acquistato dall'industriale Giacomo Bortolan, fondatore della celebre Fonderia meccanica a Santa Maria del Rovere. Francesco Scipione Fapanni attribuisce a Bortolan stesso il progetto dell'opera. Durante il Lombardo-Veneto vi aveva sede l'Ufficio delle Pubbliche Costruzioni. Nel 1877 l'immobile fu acquistato dall'amministrazione ospedaliera. Nel 1935 la facciata fu restaurata e modificata dai Botter; per il restauro, furono staccati e trasportati al Museo Civico di Treviso i frammenti di decorazione meglio conservati. Prima del restauro del 2000-2001 voluto dalla Fondazione Cassamarca, l'edificio ospitava la Farmacia dell'Ospedale a pianoterra, e ai piani superiori l'Amministrazione Generale dell'istituto.
Dopo i lavori di restauro, su progetto di Paolo Portoghesi, intrapresi nell'ambito del progetto di riqualificazione dell'intera area, ribattezzata "Quartiere Latino", è oggi sede della società strumentale di Fondazione Cassamarca, Umanesimo Latino SpA, ma anche di Alliançe Française, dell'Ateneo Veneto di Treviso, del comitato scientifico dell'opera “Il Rinascimento italiano e l'Europa” e del Festival Organistico della Marca Trivigiana.
Il recupero dell'edificio ha consentito la realizzazione di tre aule capienti, dedicate all'attività didattica del polo universitario cittadino, installatosi nel vicino complesso dell'ex ospedale di San Leonardo.

## Descrizione

### Esterno
La lineare facciata bianca neoclassica presenta un poggiolo in pietra d'Istria accessibile da una trifora e interessanti decorazioni in terracotta dell'artista Luigi Zandomeneghi.

### Interno
Una sala di palazzo Bortolan è arricchita da tre bassorilievi in gesso realizzati da Marco Casagrande nel 1827, rappresentanti Ettore e Andromaca, Paolo e Francesca e Olindo e Sofronia.
Si possono ammirare inoltre affreschi di Giovanni Demin e dipinti di Pietro Paoletti. Al primo piano gli affreschi delle piccole sale si rifanno a scene del repertorio classico e mitologico: Uccisione di Cesare e Addio di Attilio Regolo alle pareti e sul soffitto Venere, Adone e Cupido; sopra le porte decorazioni monocrome con scene di battaglie (Amazzonomachia, Tauromachia e Centauromachia).